# Thomas Pelham (1er baron Pelham)
Pour les articles homonymes, voir Thomas Pelham et Pelham.
Thomas Pelham, 1er baron Pelham de Laughton (1653 – 23 février 1712) est un homme politique whig anglais modéré et député de plusieurs circonscriptions. On se souvient mieux de lui en tant que père de deux premiers ministres britanniques (Henry Pelham et le duc de Newcastle) qui, à eux deux, ont servi pendant 18 ans comme premier ministre.

## Biographie
Il est né à Laughton, Sussex , fils de John Pelham (3e baronnet) et de sa femme Lucy Sidney (fille de Robert Sidney (2e comte de Leicester)). Il fait ses études à la Tonbridge School et à Christ Church (Oxford). Il siège pour East Grinstead d'octobre 1678 à août 1679. En octobre 1679, il est réélu à Lewes, jusqu'en 1702 (année de son retour de Lewes dans le Sussex). Il siège ensuite pour le Sussex, poste qu'il occupe jusqu'en 1705.
Le 26 novembre 1679, il épousa Elizabeth Jones, avec qui il a deux filles:
- Elizabeth Pelham (décédée le 11 mai 1711), mariée à Charles Townshend, 2e vicomte de Townshend
- Lucy Pelham, morte célibataire

L'épouse de Pelham, Elizabeth, est décédée en octobre 1681. En 1686, il épouse Grace Holles (fille de Gilbert Holles (3e comte de Clare)), avec qui il a deux fils et cinq filles:
- Grace Pelham (décédée en 1710), mariée à George Naylor
- Thomas Pelham-Holles, 1er duc de Newcastle (1693 - 1768)
- Henry Pelham (1694-1754);
- Frances Pelham (décédée le 27 juin 1756), mariée à Christopher Wandesford (2e vicomte Castlecomer)
- Gertrude Pelham, mariée avec Edmund Polhill
- Lucy Pelham (décédée le 20 juillet 1736), mariée à Henry Clinton (7e comte de Lincoln)
- Margaret Pelham (décédée le 23 novembre 1758), mariée à Sir John Shelley (4e baronnet)

Les deux fils de Pelham deviennent ensuite Premier ministre du Royaume-Uni. Il exerce les fonctions de Lord Commissaire du Trésor pendant trois périodes distinctes (mars 1690 à mars 1692; mai 1697 à juin 1699 et mars 1701 à mai 1702); en 1706, il est élevé à la pairie en tant que baron Pelham de Laughton (ayant déjà succédé comme Baronnet à son père en 1703).